# Enza Bruno Bossio
Vincenza Bruno Bossio, detta Enza (Grimaldi, 15 aprile 1957), è una politica italiana.

## Biografia
Da studente nella prima metà degli anni settanta aderisce ai movimenti giovanili di sinistra e si iscrive prima a "Il manifesto" e poi alla FGCI (Federazione Giovanile Comunista Italiana), l'organizzazione giovanile del PCI di cui diviene segretaria regionale. La FGCI era allora diretta da Massimo D'Alema, esponente del partito cui la Bruno Bossio è sempre rimasta legata.
In quegli anni partecipa ai movimenti femministi che difendevano la legge sull’aborto e contro la violenza sessuale, all'epoca considerata ancora un reato contro la morale e non contro la persona. Agli inizi degli anni ottanta è eletta nella segreteria regionale del PCI calabrese come responsabile femminile e in questa veste promuove, insieme a Simona dalla Chiesa (allora consigliere regionale calabrese), il Progetto Donna.
Nel 1989 fonda a Cosenza il “Centro Antiviolenza” dedicato alla memoria di Roberta Lanzino, una ragazza di Rende stuprata e uccisa nel luglio del 1988 sulla strada che da Cosenza conduce alla frazione Torremezzo di Falconara Albanese.
Nel 1989 sposa Nicola Adamo da cui ha due figli e decide momentaneamente di abbandonare la politica attiva. Attività ripresa a metà degli anni 2000.

### Carriera dirigenziale
Lavora inizialmente alla RAI, poi viene assunta dalla Intersiel, un'azienda informatica del Gruppo Finsiel, di cui diventa dirigente. Nel 1997 diventa Direttore Generale del Consorzio TELCAL (costituito da Telecom-Intersiel-Italeco) destinato alla Regione Calabria.
Nel 1999 entra a far parte del Consiglio d'amministrazione di Sviluppo Italia (secondo il quotidiano La Repubblica nominata su indicazione del ministro delle Politiche Agricole Paolo De Castro) e nel 2000 è responsabile marketing di IT-Telecom.
Dal 2001 al 2002 è amministratore delegato di Intersiel Spa e consigliere d'amministrazione di Sispi Spa, nel gennaio del 2003 è amministratore delegato di CM Sistemi sud. Successivamente, nel giugno 2006 è amministratore delegato di Valle Crati S.p.A, società di servizi ambientali.

### Ripresa dell'attività politica
Ritorna alla politica attiva conducendo una intensa campagna contro il giustizialismo e i cosiddetti processi mediatici. Si iscrive pertanto ai Democratici di Sinistra nel momento in cui questo partito decideva di aderire alla costituzione del Partito Democratico, di cui è eletta dirigente regionale nelle primarie del 2007.
Nel Congresso nazionale del 2009 è eletta nella direzione nazionale del Partito Democratico e in questa veste promuove un movimento di opinione che raccoglie oltre diecimila firme per l'istituzione in Calabria del Reddito Minimo Garantito, nella misura di «500 euro per incapiente», con espresso riferimento alla proposta dell'associazione Libera di don Luigi Ciotti.
Nel novembre 2012 sostiene attivamente la candidatura di Pier Luigi Bersani a capo della coalizione di centrosinistra e partecipa alle primarie per la selezione dei parlamentari del PD del 29 dicembre 2012, ottenendo 10676 preferenze (prima in Calabria e tra le più votate in Italia). Viene quindi candidata al posto nº 3 nella lista del PD per la Camera dei deputati, cui è eletta nelle consultazioni del 24 e 25 febbraio 2013.
Dal 7 maggio 2013 fa parte della IX Commissione Trasporti, Poste e Telecomunicazioni e dall'11 ottobre 2013 della Commissione parlamentare di inchiesta sul fenomeno delle mafie e sulle altre associazioni criminali anche straniere. Dal 5 luglio 2013 all'8 ottobre 2013 ha fatto parte della Delegazione Parlamentare presso l'Assemblea Parlamentare della Nato e nel dicembre dello stesso anno è eletta dall'assemblea di Milano alla Direzione Nazionale del partito.
Il 4 marzo 2018 è stata rieletta alla Camera dei deputati nella lista del Partito Democratico della Circoscrizione Calabria 1. Il 27 febbraio 2019 è stata eletta segretario della IX Commissione Trasporti, Poste e Telecomunicazioni.
Nel congresso del PD del 2019 ha sostenuto la candidatura a segretario nazionale di Nicola Zingaretti. Nell'assemblea nazionale del PD svoltasi a Roma il 17 marzo 2019 è stata rieletta nella direzione nazionale.
Nel dicembre 2019, in relazione alla maxi operazione dei Ros contro la 'ndrangheta che ha portato a 300 arresti in tutt'Italia e al divieto di dimora in Calabria (revocato qualche giorno dopo dallo stesso GIP) per suo marito Nicola Adamo, già vicepresidente della regione ed ex deputato (che però è indagato per un presunto traffico di influenze come precisato dalla stessa Procura di Catanzaro), scrive su Facebook, citando il titolo di un articolo: "Gratteri arresta metà Italia! È giustizia? No, è solo uno show! Colpire mille per non colpire nessuno. Anzi, sì. Colpire la possibilità di Oliviero di ricandidarsi. Il resto finirà in una bolla di sapone come il 90% delle sue indagini. E la 'ndrangheta continuerà a prosperare come ha fatto in questi anni". Un commento, poi tolto dalla parlamentare dal suo profilo, da cui hanno preso le distanze Stefano Graziano, Commissario Regionale del PD della Calabria, a sua volta indagato per voto di scambio e Nicola Oddati. Fulvio Gigliotti (M5S) ha in seguito chiesto al comitato di presidenza del Csm di aprire una pratica a sostegno del procuratore, trascurando la circostanza che il CSM non può sindacare, in forza del principio costituzionale della separazione dei poteri, sulle posizioni espresse da un parlamentare. Davanti al CSM era stato, tra l’altro, presentato nel giugno del 2019 un esposto da parte di Adamo contro il Procuratore Gratteri per l’evidente dipendenza delle sue inchieste da alcuni articoli della stampa locale e la violazione dei suoi diritti di indagato.
Alle elezioni politiche anticipate del 2022 viene candidata alla Camera in seconda posizione nel collegio plurinominale della Calabria risultando eletta inizialmente salvo poi essere scartata dopo un ricalcolo.

## Procedimenti giudiziari
Nel settembre 2006 è stata raggiunta, insieme al marito Nicola Adamo (al tempo vicepresidente della Giunta Regionale calabrese), da un avviso di garanzia dell'allora pubblico ministero di Catanzaro Luigi De Magistris, il primo atto di quella che diventerà poi l'inchiesta Why Not. Si dimette da tutti gli incarichi di responsabilità fino ad allora ricoperti per difendersi nel processo.
Nel 2010 è stata prosciolta, con formula piena (perché il fatto non sussiste), con sentenza confermata anche in appello. In seguito ha querelato per diffamazione De Magistris, non più magistrato dal 2009, per alcune affermazioni da questi espresse nel libro Assalto al PM, storia di un cattivo magistrato.